# Jeux olympiques de la jeunesse de 2018
Les Jeux olympiques de la jeunesse de 2018 constituent la 3e édition des Jeux olympiques de la jeunesse d'été et la 5e édition des Jeux olympiques de la jeunesse qui se déroule du 6 au 18 octobre 2018.
Le 4 juillet 2013 à Lausanne, le CIO désigne la ville de Buenos Aires pour organiser les Jeux, en écartant les deux autres villes restantes, Glasgow et Medellín.

## Sélection de la ville hôte
La liste des six villes requérantes pour les Jeux olympiques de la jeunesse de 2018 a été annoncée par le CIO le 2 mars 2012. La ville de Poznań s'étant retirée en octobre 2012, elles n'étaient plus que cinq candidates. Le 13 février 2013, le CIO sélectionne trois villes candidates, recalant Guadalajara (Mexique) et Rotterdam (Pays-Bas)
Lors de la session extraordinaire du CIO le 4 juillet 2013 à Lausanne, le vote désigne la ville hôte en deux tours :
| Résultats du choix de la ville candidate | Résultats du choix de la ville candidate | Résultats du choix de la ville candidate | Résultats du choix de la ville candidate |
| Ville candidate                          | Pays                                     | 1er tour                                 | 2e tour                                  |
| ---------------------------------------- | ---------------------------------------- | ---------------------------------------- | ---------------------------------------- |
| Buenos Aires                             | Argentine                                | 40                                       | 49                                       |
| Medellín                                 | Colombie                                 | 32                                       | 39                                       |
| Glasgow                                  | Royaume-Uni                              | 13                                       | -                                        |

## Organisation
Buenos Aires organise pour la première fois une compétition multisports consacrée à la jeunesse mais la ville a déjà organisé les 1ers Jeux panaméricains de 1951 et les Jeux sud-américains de 2006.
Après le vote du CIO, son président Thomas Bach nomme en octobre 2013 le Namibien Frankie Fredericks comme président de la commission de coordination de la 3e édition des JOJ. Cette commission comprend également la Slovaque Danka Barteková, le membre le plus jeune du CIO et ambassadeur des JOJ de 2010 à Singapour. Cette commission travaille en collaboration avec le Comité d'organisation local, dirigé par Gerardo Werthein, issu du Comité olympique argentin (COA), avec le gouvernement de la ville et le gouvernement argentin.
Le 17 mars 2017, les dates envisagées des Jeux sont modifiées : initialement prévues du 1er au 12 octobre 2018, elles sont finalement fixées du 6 au 18 octobre 2018.

### Logo et slogan

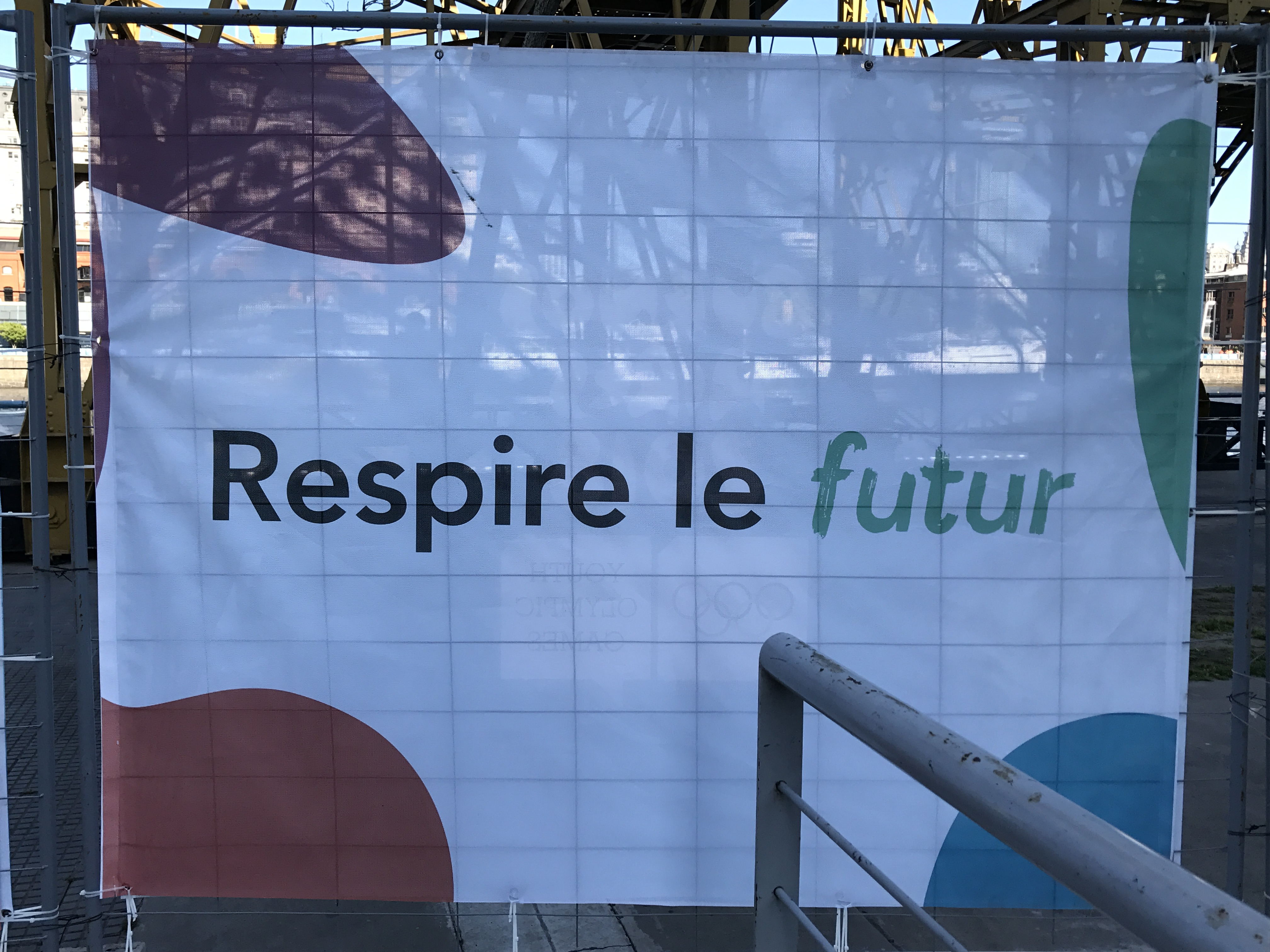

L'emblème, dévoilé en juillet 2015, représente, de façon colorée et symbolique, à travers les 11 lettres qui composent le nom de Buenos Aires et les 4 chiffres de l'année 2018, des monuments et des caractéristiques de la ville et de ses différents barrios, comme l'Obélisque, où se tiendra la cérémonie d’ouverture, la place de la République, le théâtre Colón, le planétarium Galileo-Galilei, le Puente de la Mujer, EcoBici (des éco-vélos), la Casa de los Lirios, le Quartier chinois, la tour des Anglais, el Abasto, la signalétique traditionnelle de la ville, le Palais du Congrès, la Torre Espacial, la sculpture mobile Floralis Genérica ou la Bibliothèque nationale. Un film en détaille les 15 lieux choisis.
Le slogan choisi pour les Jeux est en espagnol « Viví el futuro » (en français : « Respire le futur », en anglais : « Feel the future »), littéralement « Vis le futur »

### Mascotte

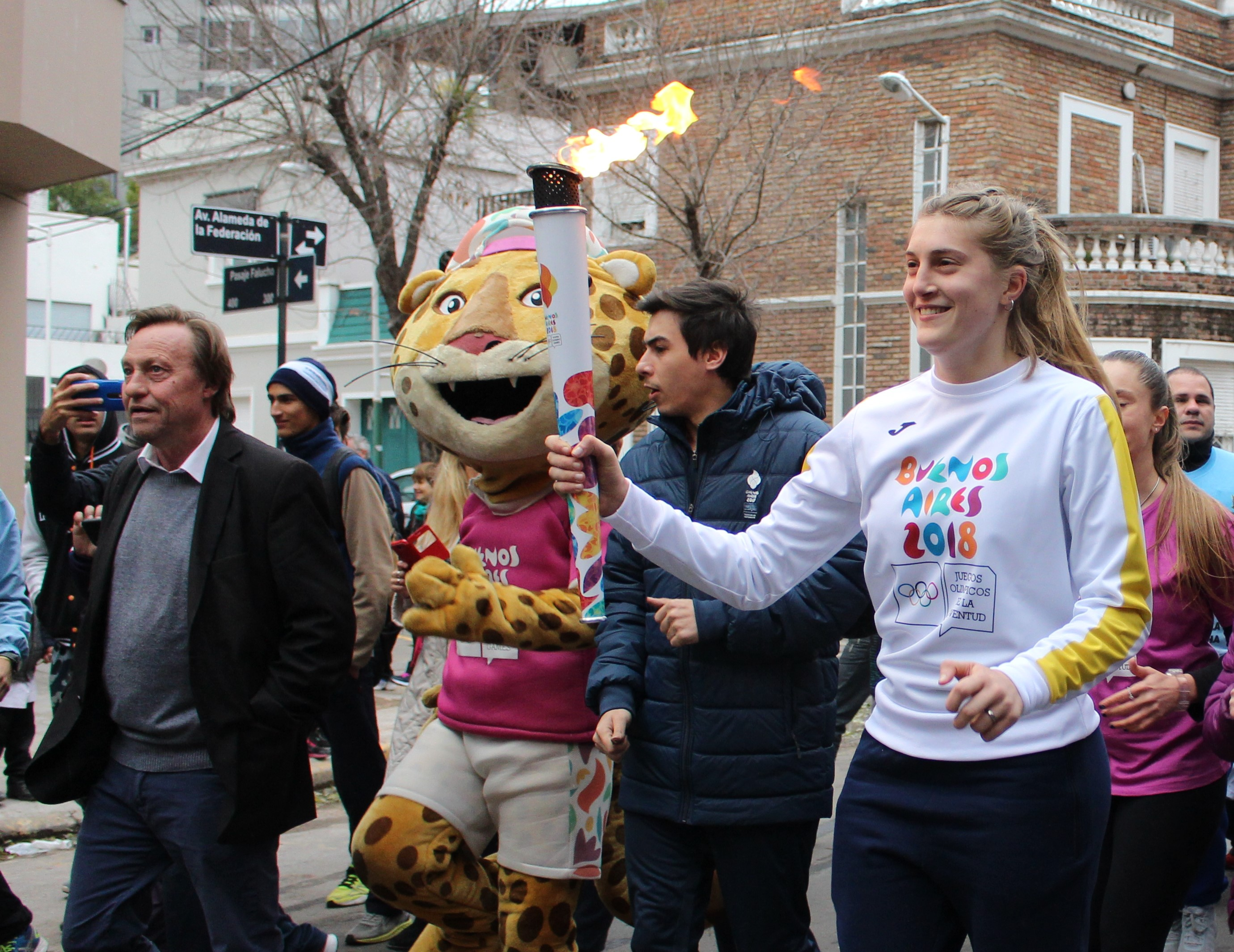
La mascotte accompagne la flamme olympique à Paraná.

La mascotte des Jeux, #Pandi, est dévoilée le 29 mai 2018. Il s'agit d'un jeune jaguar de 16 ans (en espagnol, yaguareté). Son nom est une combinaison du nom scientifique du félin, Panthera, et sa relation avec le monde digital (#-Pan-di). Depuis 2001, le jaguar est considéré comme monument naturel national — qui ne survit que dans le nord de l'Argentine. Il est de genre fluide (ni masculin ni féminin) pour symboliser la parité. La mascotte est créée par l'agence argentine Human Full Agency sous la direction de Peta Rivero y Hornos. Son nom est précédé du signe # pour souligner l'attachement des JOJ au numérique.

### Musique
Le compositeur Leo Sujatovich compose pour les cérémonies de remise de prix une musique intitulée Olímpicos.

### Pictogrammes

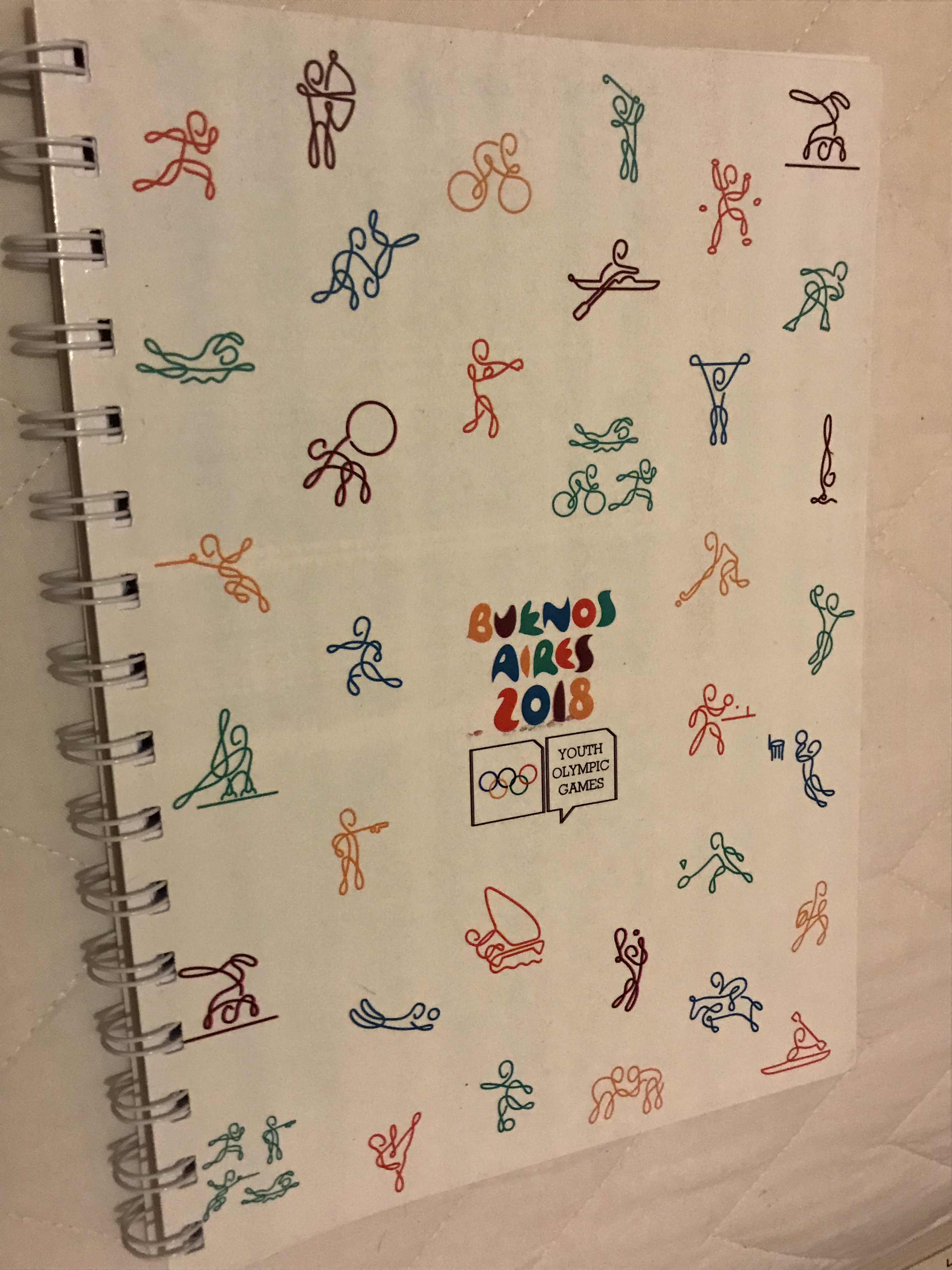
Pictogrammes 2018

Les 34 pictogrammes sportifs (pour les 32 sports des compétitions) ont été dessinés par plus de 500 élèves des écoles primaires de Buenos Aires, avec comme principe de reproduire les silhouettes à partir de photos de douzaines de jeunes sportifs argentins, en traçant un trait continu sans lever le crayon, avant d’être retravaillés par l’agence de design Prójimo et rendus publics le 18 janvier 2018.

## Comités nationaux olympiques participants
206 CNO ont qualifié au moins un athlète. Deux pays font leur première apparition, à savoir le Kosovo et le Soudan du Sud
Les délégations les plus nombreuses sont l'Argentine (141), nation-hôte, la France (99) et la fédération de Russie (94) dont l’équipe est toujours disqualifiée en athlétisme et haltérophilie (en athlétisme, seuls 4 athlètes neutres autorisés (ANA), tous médaillés par ailleurs, prennent part aux compétitions à titre individuel).
| Afrique | Amériques | Asie | Europe | Océanie |
| --- | --- | --- | --- | --- |
| - Afrique du Sud (70) - Algérie (30) - Angola (2) - Bénin (3) - Botswana (3) - Burkina Faso (4) - Burundi (5) - Cameroun (16) - Cap-Vert (3) - République centrafricaine (2) - Union des Comores (3) - République du Congo (3) - République démocratique du Congo (5) - Côte d'Ivoire (3) - Djibouti (5) - Égypte (68) - Érythrée (9) - Éthiopie (11) - Gabon (4) - Gambie (5) - Ghana (5) - Guinée (3) - Guinée-Bissau (2) - Guinée équatoriale (3) - Kenya (19) - Lesotho (2) - Liberia (2) - Libye (2) - Madagascar (4) - Malawi (4) - Mali (3) - Maroc (20) - Maurice (25) - Mauritanie (2) - Mozambique (6) - Namibie (11) - Niger (3) - Nigeria (17) - Ouganda (5) - Rwanda (3) - Sao Tomé-et-Principe (4) - Sénégal (4) - Seychelles (3) - Sierra Leone (4) - Somalie (2) - Soudan (2) - Soudan du Sud (3) - Swaziland (3) - Tanzanie (4) - Tchad (2) - Togo (4) - Tunisie (38) - Zambie (14) - Zimbabwe (15) | - Antigua-et-Barbuda (5) - Argentine (141) - Aruba (7) - Bahamas (7) - Barbade (4) - Belize (3) - Bermudes (3) - Bolivie (18) - Brésil (79) - Îles Caïmans (3) - Canada (72) - Chili (44) - Colombie (54) - Costa Rica (17) - Cuba (19) - Dominique (4) - Équateur (29) - États-Unis (87) - Grenade (4) - Guatemala (9) - Guyana (4) - Haïti (3) - Honduras (4) - Îles Vierges britanniques (3) - Îles Vierges des États-Unis (4) - Jamaïque (13) - Mexique (93) - Nicaragua (4) - Panama (16) - Paraguay (26) - Pérou (16) - Porto Rico (22) - République dominicaine (20) - Saint-Christophe-et-Niévès (2) - Sainte-Lucie (3) - Saint-Vincent-et-les Grenadines (6) - Salvador (4) - Suriname (3) - Trinité-et-Tobago (14) - Uruguay (26) - Venezuela (53) | - Afghanistan (3) - Arabie saoudite (9) - Bahreïn (4) - Bangladesh (13) - Bhoutan (3) - Birmanie (2) - Brunei (3) - Cambodge (3) - Chine (82) - Taipei chinois (59) - Corée du Nord (5) - Corée du Sud (29) - Émirats arabes unis (8) - Hong Kong (25) - Inde (47) - Indonésie (16) - Irak (15) - Iran (49) - Israël (19) - Japon (91) - Jordanie (12) - Kazakhstan (58) - Kirghizistan (13) - Koweït (2) - Laos (4) - Liban (3) - Malaisie (20) - Maldives (3) - Mongolie - Népal (11) - Oman (5) - Ouzbékistan (37) - Palestine (4) - Pakistan (3) - Philippines (7) - Qatar (5) - Singapour (18) - Sri Lanka (13) - Syrie (3) - Tadjiskistan (3) - Thaïlande (57) - Timor oriental (2) - Turkménistan (10) - Viêt Nam (13) - Yémen (3) | - Albanie (5) - Allemagne (75) - Andorre (8) - Arménie (8) - Autriche (41) - Azerbaïdjan (17) - Belgique (32) - Biélorussie (37) - Bosnie-Herzégovine (6) - Bulgarie (24) - Chypre (6) - Croatie (39) - Danemark (12) - Estonie (23) - Espagne (86) - Finlande (25) - France (99) - Géorgie (15) - Grèce (33) - Hongrie (79) - Irlande (17) - Islande (9) - Italie (83) - Kosovo (5) - Lettonie (19) - Liechtenstein (3) - Lituanie (15) - Luxembourg (10) - Macédoine (6) - Malte (4) - Moldavie (17) - Monaco (5) - Monténégro (2) - Norvège (16) - Pays-Bas (41) - Pologne (71) - Portugal (41) - République tchèque (53) - Roumanie (34) - Grande-Bretagne (43) - Russie (94) - Saint-Marin (4) - Serbie (16) - Slovaquie (33) - Slovénie (26) - Suède (18) - Suisse (41) - Turquie (55) - Ukraine (55) | - Australie (88) - Îles Cook (1) - Fidji (3) - Guam (4) - Kiribati (2) - Îles Marshall (5) - Micronésie (3) - Nauru (5) - Nouvelle-Zélande (61) - Palaos (2) - Papouasie-Nouvelle-Guinée (4) - Salomon (12) - Samoa (17) - Samoa américaines (13) - Tonga (12) - Tuvalu (1) - Vanuatu (21) |
| 54 pays | 41 pays | 43 pays | 50 pays | 17 pays |

## Sites des compétitions

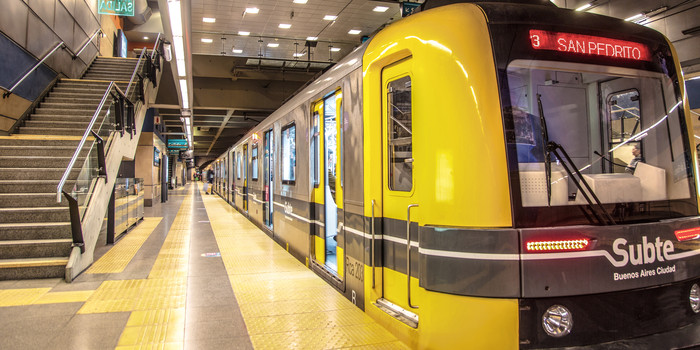
Métro de Buenos Aires.

L’implantation initialement envisagée était celle retenue lors de la candidature écartée pour les Jeux olympiques de 2004, pour laquelle avait été prévu un corridor olympique de 15 km de long, plutôt qu’un parc olympique.
Lors de la candidature aux JOJ de 2018, le corridor olympique est alors transformé en « corridor vert », l’autre principal site choisi étant le parc Roca, en grande partie désaffecté, dans le sud de la ville.
Le corridor vert et le corridor olympique partageaient les sites suivants : River Plate Stadium, Tiro Federal, Gimnasia y Esgrima de Buenos Aires, Parque Tres de Febrero, La Bombonera, La Rural et le CeNARD, qui pour la plupart ne seront pas retenus in fine.
De façon à regrouper les sports de façon encore plus ramassée, en septembre 2014 est présenté un nouveau concept avec 4 principaux centres, en écartant des sites comme La Rural,
Il est alors prévu que chaque foyer comporterait une zone baptisée YOG FEST où des équipements sportifs, des loisirs familiaux et des activités culturelles seraient regroupés. Mais lors de la 129e session du CIO, en août 2016, un nouveau plan est rendu public qui comporte deux sites isolés, avec de nouveau La Rural, mais qui remplace cette fois le Parque Sarmiento par le Tecnópolis. Cette solution sera de nouveau modifiée, en intégrant dans un « Parc Tecnópolis » à la fois le Tecnópolis proprement dit et le Parc Sarmiento.
Après de nombreux changements, en février 2018, le plan définitif des implantations est enfin présenté, avec quatre sites principaux et quatre sites isolés, avec notamment une cérémonie d’ouverture qui se tient, non dans un stade, mais ouverte à tout public, dans les rues autour de l’Obélisque de Buenos Aires.

### Parc vert (Parque verde)

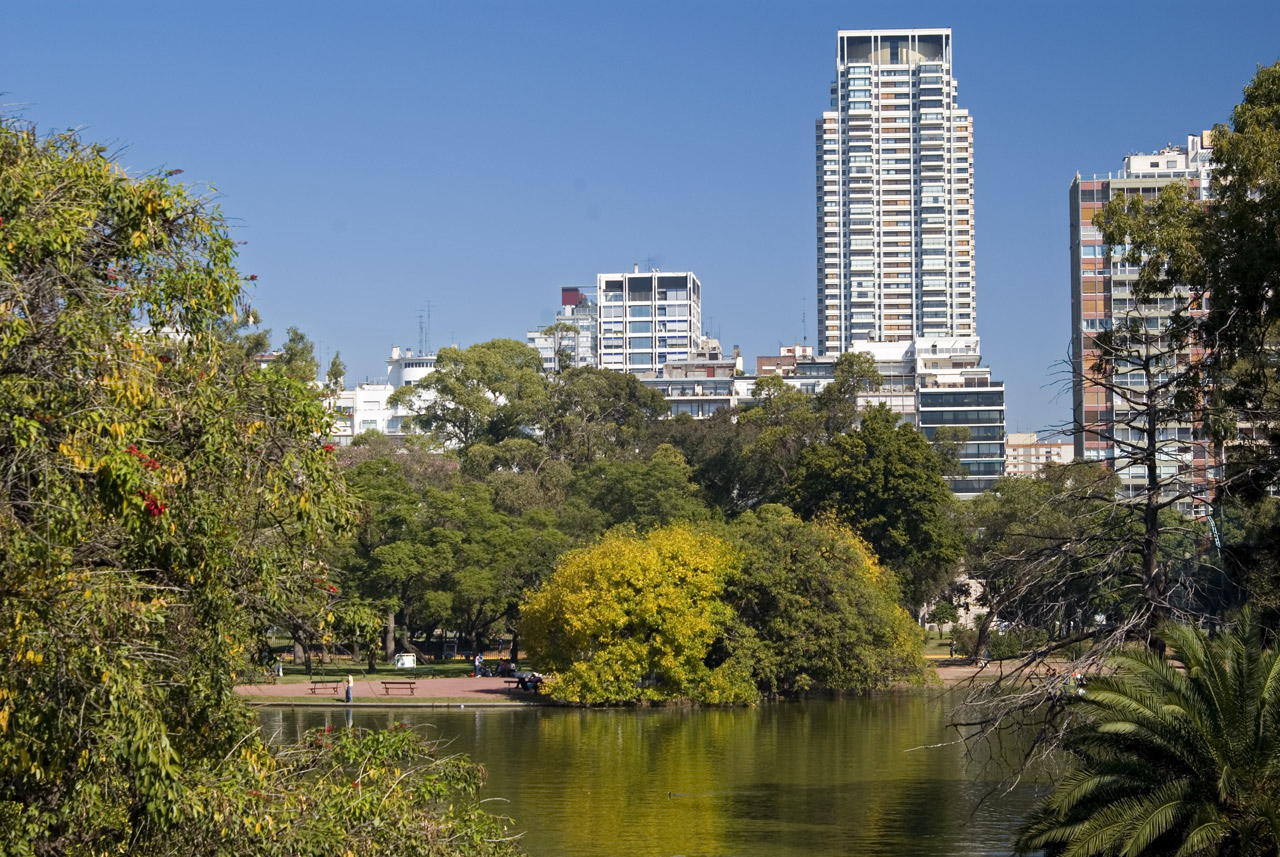
Les Palermo Woods hébergent le triathlon, le beach-volley et le cyclisme.

Avec comme slogan Vivir mejor (vivre mieux), proche du centre-ville de Buenos Aires et s’étendant sur 3 km le long du Río de la Plata, cette zone est renommée pour ses parcs boisés. Elle s'étend sur les barrios de Núñez et de Palermo. Les Palermo Woods, un endroit particulièrement renommé pour les loisirs, sera notamment le site du triathlon et du cyclisme.
| Site                          | Lieu    | Sports                                                       | Type                                                       |
| ----------------------------- | ------- | ------------------------------------------------------------ | ---------------------------------------------------------- |
| Parque Tres de Febrero        | Palermo | Triathlon Cyclisme (épreuve combinée sur route) Beach-volley | équipements existants, pas de travaux permanents envisagés |
| Argentine Equestrian Club     | Núñez   | Équitation                                                   | équipements existants, pas de travaux permanents envisagés |
| Buenos Aires Lawn Tennis Club | Palermo | Tennis                                                       | équipements existants, pas de travaux permanents envisagés |
| CeNARD                        | Palermo | Futsal                                                       | équipements existants, pas de travaux permanents envisagés |

### Parc olympique de la jeunesse (Parque olímpico de la juventud, Olympic Park)

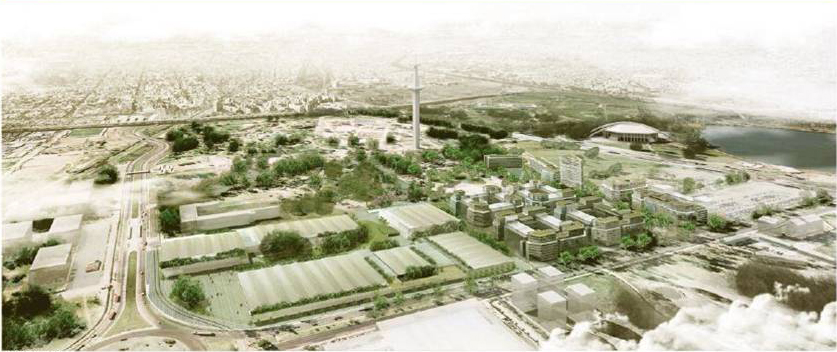
Le futur Centro Olímpico de la Juventud de Buenos Aires 2018.

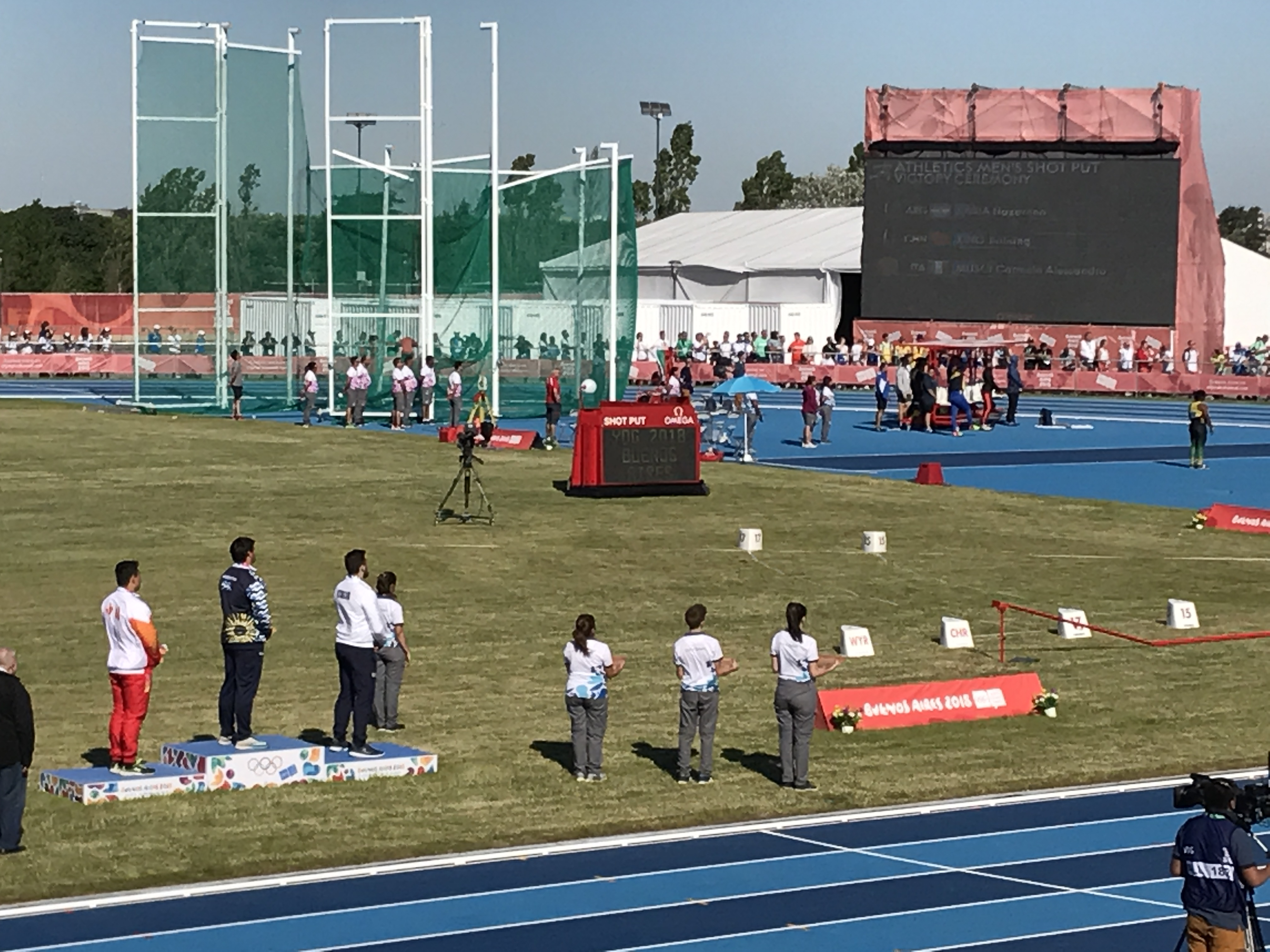
Lors de la cérémonie des médailles pour le lancer de poids.

Le slogan retenu pour ce parc, qui comprend à la fois le Centro olímpico de la juventud (ancien parc Roca) et le YOV, est La diversidad (la diversité), parce qu'il rassemble autour des pistes d'athlétisme, des canchas de hockey et du nouveau centre aquatique, également cinq pavillons continentaux où sont regroupés 14 sports. Situé au sud de la ville, le parc Roca est une vaste zone de 200 ha située dans le barrio de Villa Soldati, une zone périphérique que le gouvernement local souhaite pouvoir developper. Une des zones les plus vertes de la métropole, elle jouxte le Parque de la Ciudad, désormais désaffecté, où sont construits les appartements qui serviront de village olympique, et l’autodrome de Buenos Aires (Autódromo Juan y Oscar Gálvez). Ce parc, inauguré dans les années 1980, comporte de nombreuses installations sportives comme le Roca Park Athletics Stadium et le Roca Park Tennis Stadium. Cette zone comporte également le Main Media Center (MMC) et la Villa Olímpica, en anglais le YOV, d'où 65 % des athlètes pourront aller à pied en dix minutes jusque vers le site des compétitions, le Parc Roca, rebaptisé pour cette occasion Centro olímpico de la juventud et qui, après les Jeux, deviendra le nouveau site pour le CeNARD qui fait l’objet d’une promotion immobilière.

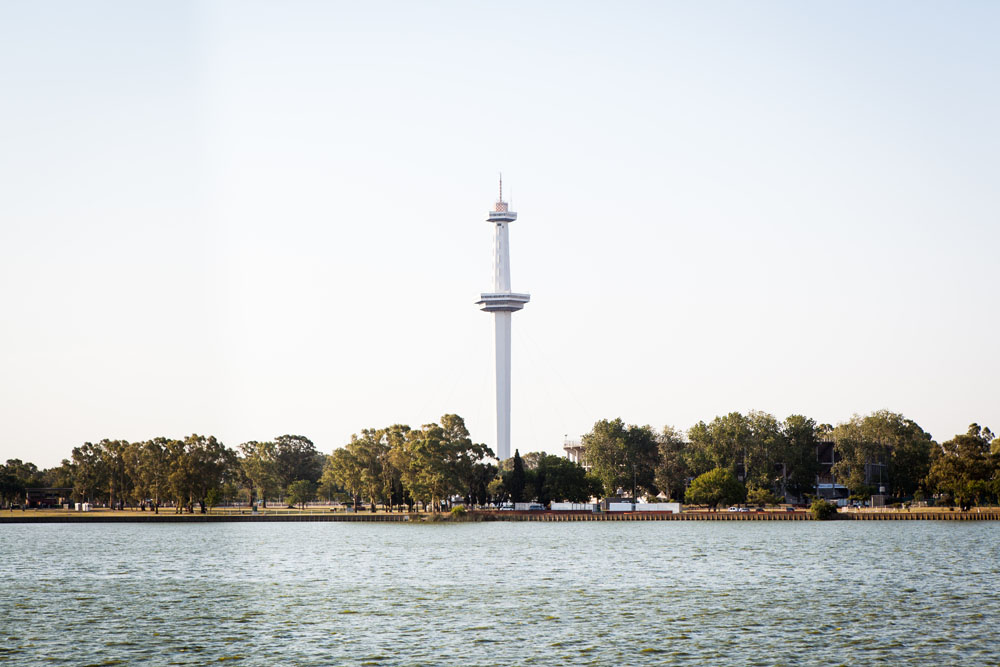
Roca Park is next to the Parque de la Ciudad, where the Youth Olympic Village will be built, and where the 200 meters high Space Needle is located.

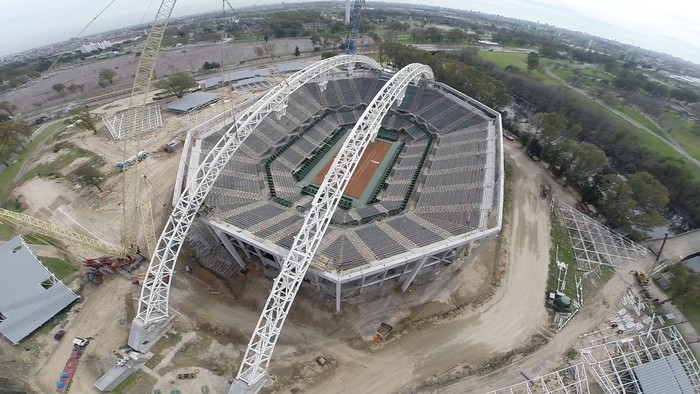
The Roca Park Tennis Stadium will be fully covered.

| Site                                                   | Lieu          | Sports | Commentaire                                                                                      |
| ------------------------------------------------------ | ------------- | --- | ------------------------------------------------------------------------------------------------ |
| Estadio Mary Terán de Weiss                            | Villa Soldati | International Broadcast Centre, training and logistics | équipements existants, pas de travaux permanents envisagés                                       |
| Centro olímpico de la juventud (2 pistes d'athlétisme) | Villa Soldati | Athlétisme | Site existant, mais les pistes sont refaites ainsi que des gradins provisoires                   |
| Centro olímpico de la juventud                         | Villa Soldati | Centro Acuático (sports aquatiques : natation, plongeon, pentathlon moderne) Cancha de hockey (Hockey 5) Pentathlon Boxe Gymnastique (artistique, acrobatique, rythmique et trampoline) (pavillon Amérique) Judo et lutte (pavillon Asie) Taekwondo Haltérophilie Karaté Tir Lutte Escrime (pavillon Afrique) | Site permanent à construire. Les pavillons serviront de foire d'exposition permanente à l'issue. |
| Youth Olympic Village                                  | Villa Soldati | Cérémonie de clôture | Site permanent à construire.                                                                     |

### Parc urbain (Parque urbano)
Son slogan est las artes urbanas (les arts urbains). Situé à l’est de la ville, cette zone à la mode longe les quais et les rives du Río de la Plata et comprend les docks du vieux Puerto Madero où se déroulent notamment l’aviron et le canoë-kayak, sur une distance réduite de 500 m au lieu de l’habituelle de 2 000 m.

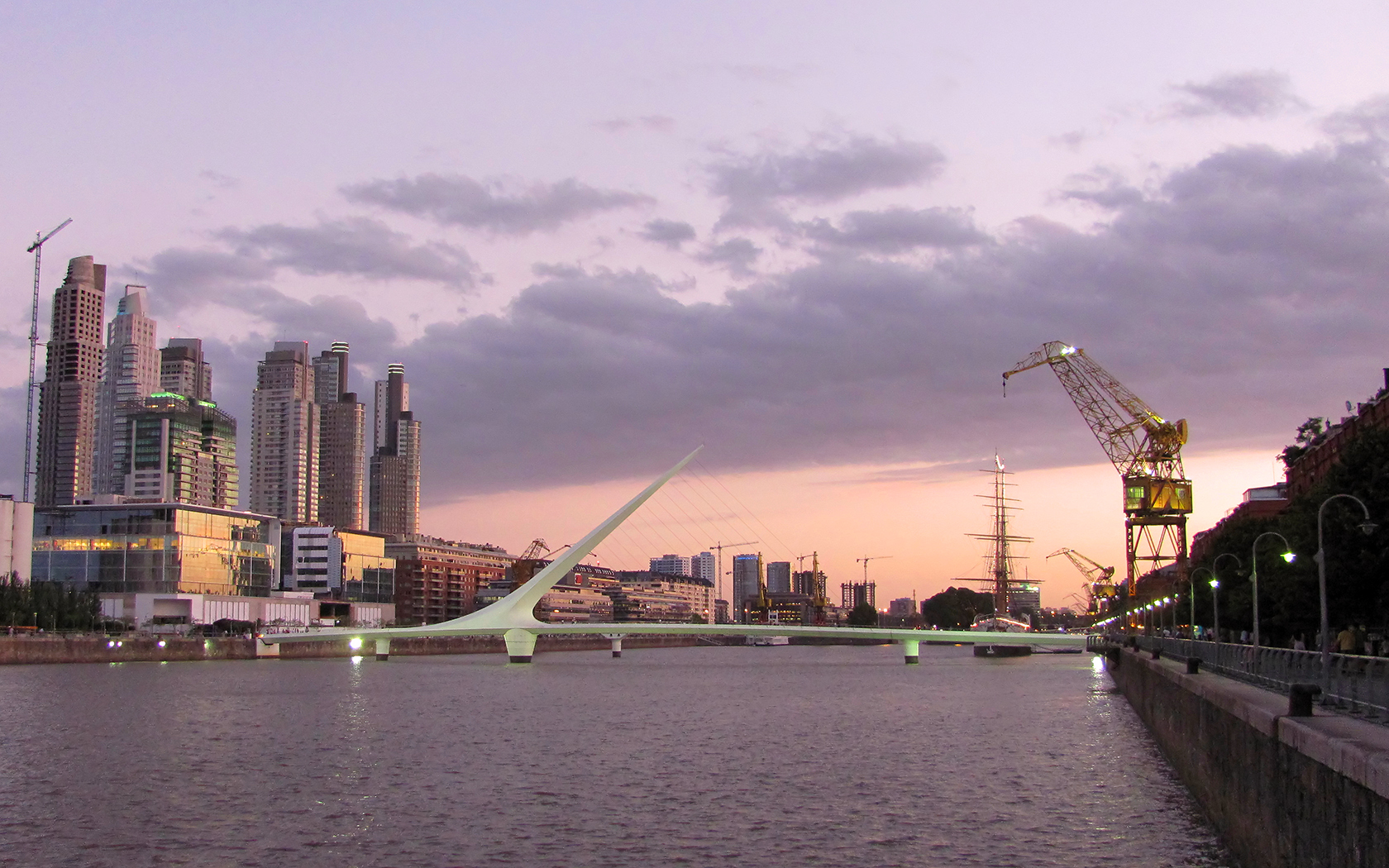
Puerto Madero, darse nº 3, site de l'aviron et du canoë-kayak.

| Site                      | Lieu          | Sports                                                                      | Commentaire                                                |
| ------------------------- | ------------- | --------------------------------------------------------------------------- | ---------------------------------------------------------- |
| Darse n° 3                | Puerto Madero | Aviron Canoë-kayak                                                          | équipements existants, pas de travaux permanents envisagés |
| Parque Mujeres Argentinas | Puerto Madero | Basket-ball (à 3) Cyclisme (BMX Freestyle) Escalade sportive Danse sportive | équipements existants, pas de travaux permanents envisagés |

### Techno Park (Parque Tecnópolis)

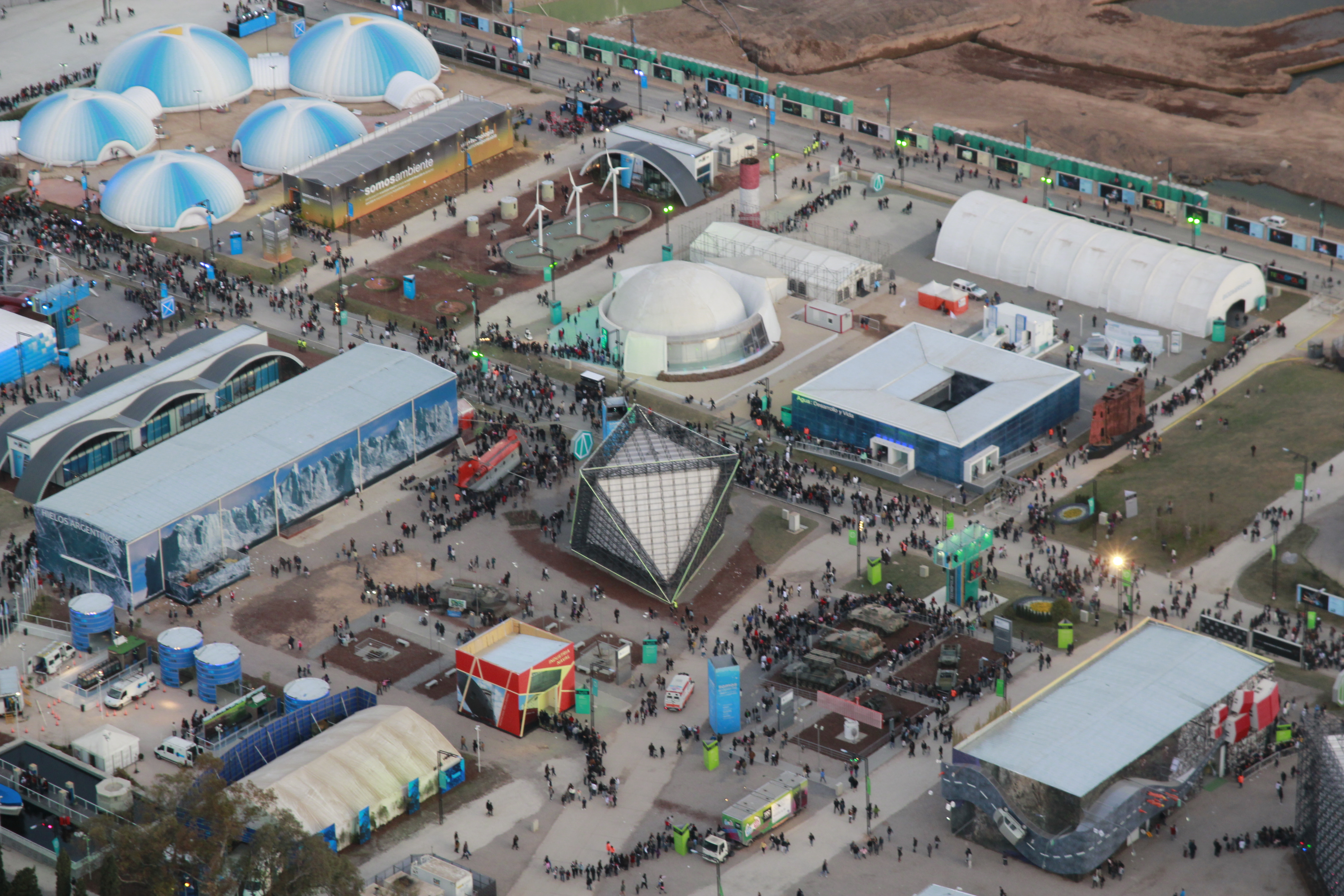
Tecnópolis accueille trois sports.

Le slogan choisi pour ce site est la innovación (l'innovation) et il regroupe en fait deux sites proches mais différents. Situé à l’ouest de la ville et près de l’avenida General Paz, qui marque la limite de la ville de Buenos Aires, le parc des sciences et de la technologie Tecnópolis a été inauguré 2011 et héberge quatre compétitions sportives. Il est relié au Parque Sarmiento proche par une passerelle piétonne au-dessus de Juan Bautista de la Salle.
| Site             | Lieu           | Sports                              | Commentaire                                                |
| ---------------- | -------------- | ----------------------------------- | ---------------------------------------------------------- |
| Tecnópolis       | Villa Martelli | Table Tennis Futsal Badminton       | équipements existants, pas de travaux permanents envisagés |
| Parque Sarmiento | Saavedra       | Shooting Tir à l'arc Beach Handball | équipements existants, pas de travaux permanents envisagés |

### Sites isolés

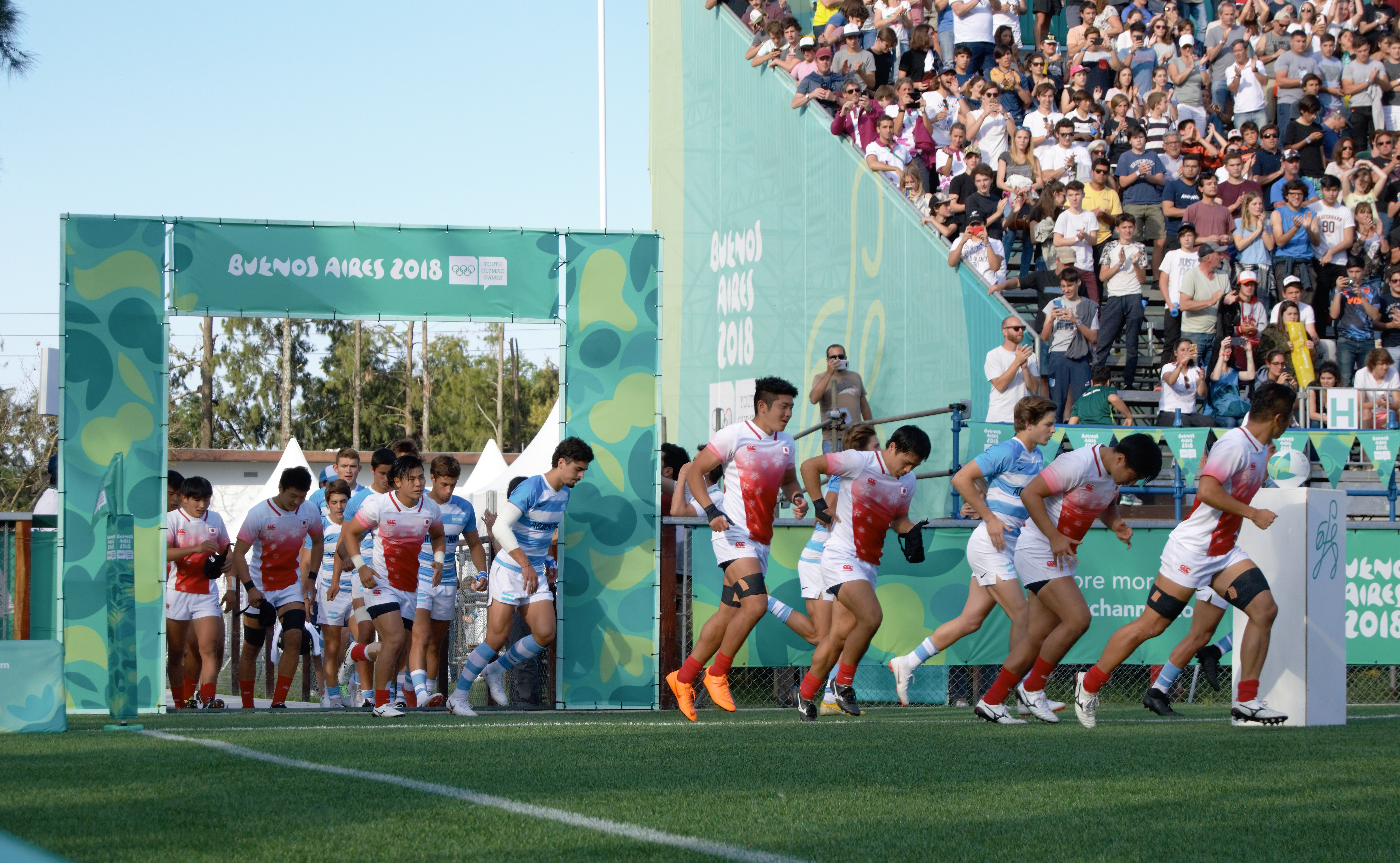
Entrée des joueurs de rugby japonais et argentins sur le terrain de La Boya.

Les épreuves de rugby à sept se déroulent sur le terrain de La Boya, l'une des installations sportives du club Club Atlético San Isidro, dans la ville de San Isidro,.
| Site                    | Lieu          | Sports                   | Commentaire                                                |
| ----------------------- | ------------- | ------------------------ | ---------------------------------------------------------- |
| Paseo de la Costa       | Vicente López | BMX Roller speed skating | équipements existants, pas de travaux permanents envisagés |
| Club Náutico San Isidro | San Isidro    | Sailing                  | équipements existants, pas de travaux permanents envisagés |
| La Boya                 | San Isidro    | Rugby à sept             | équipements existants, pas de travaux permanents envisagés |
| Hurlingham Club         | Hurlingham    | Golf                     | équipements existants, pas de travaux permanents envisagés |

## Cérémonies

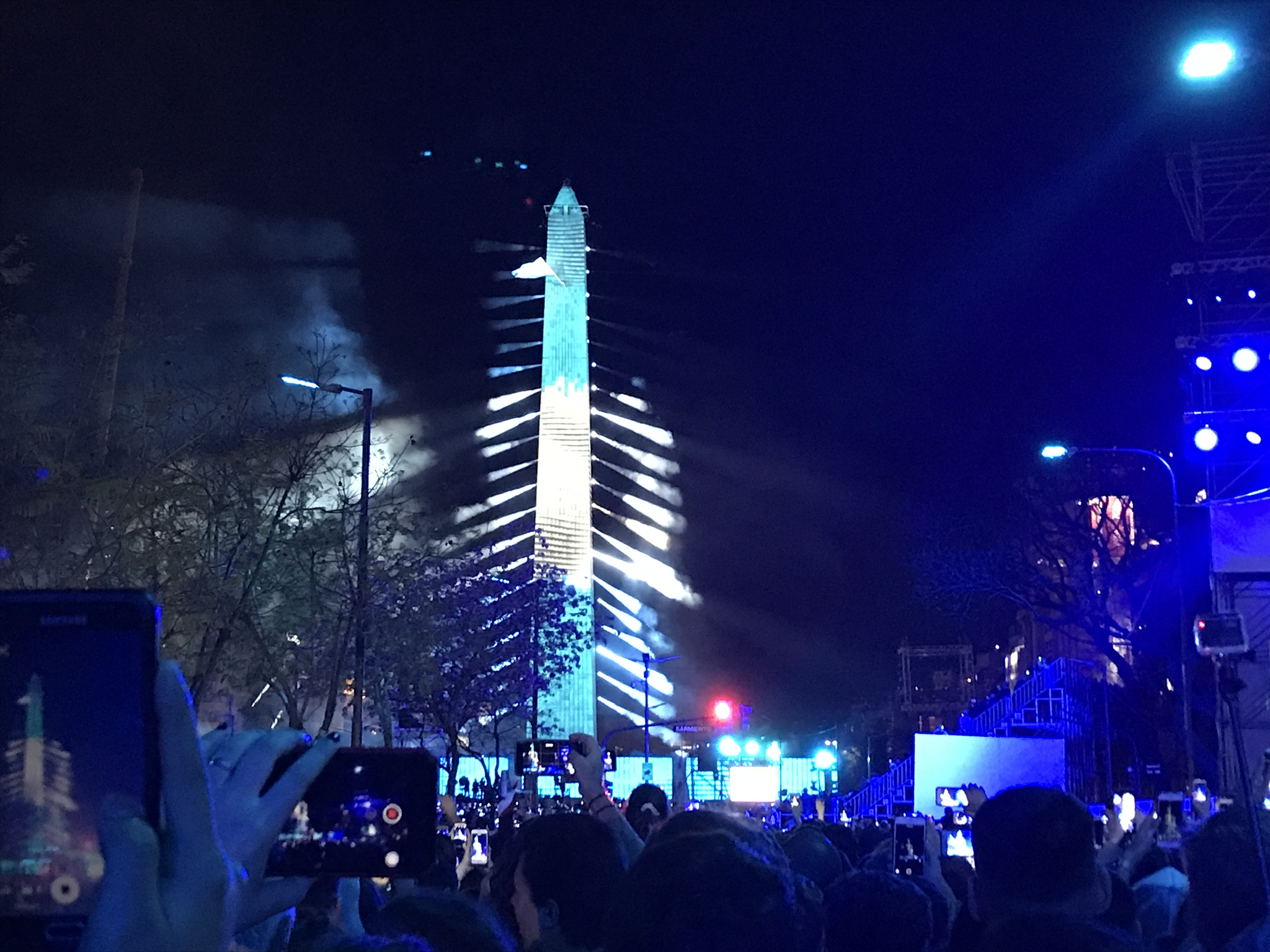

La cérémonie d'ouverture se tient sur l'avenida 9 de Julio où culmine l'Obélisque de Buenos Aires et constitue la première cérémonie olympique gratuite et ouverte au public (avec 500 000 spectateurs attendus et entre 175 000 et 215 000 selon les sources assez convergentes), sous la direction artistique de Fuerza Bruta.
La cérémonie de clôture, destinée avant tout aux athlètes et aux volontaires, se tient dans la Villa Olímpica de la Juventud (Buenos Aires), située dans le Parque de la Ciudad. Lors de cette cérémonie, le drapeau olympique est remis par Thomas Bach à Soham El Wardini, la maire de Dakar.

## Compétition

### Flamme olympique
Le 15 mars 2018 est annoncé le parcours de la flamme olympique à travers les 5 grandes régions d'Argentine. Le 5 juillet, sont annoncées les étapes du parcours de la torche qui est allumée au Stade panathénaïque à Athènes le 24 juillet 2018 (et pas comme il est d'usage à Olympie, un parcours traditionnel entre Olympie et Athènes avec des relayeurs grecs).
Le parcours s'achève le 6 octobre 2018 à Buenos Aires, lors de la cérémonie d'ouverture sur l'Obélisque de Buenos Aires. Avec un début de parcours le 5 août et une fin le 30 septembre, les principales étapes comprennent notamment, dans cet ordre : La Plata (le 5 août) - Paraná - Santa Fe - Puerto Iguazú - Corrientes - San Salvador de Jujuy - Salta - San Miguel de Tucumán - San Fernando del Valle de Catamarca - La Rioja - Mendoza - San Juan - Córdoba (étape annulée en raison d'un deuil) - Neuquén - Bariloche (étape annulée) - Ushuaïa (le 30 septembre), et donc Buenos Aires. 
Elle traverse aussi les villes suivantes du Grand Buenos Aires et de sa province : Quilmes - Lanús - San Isidro - Vicente López - Trenque Lauquen - Junín - San Miguel - Hurlingham - Tres de Febrero - Mar del Plata - Monumento histórico nacional a la Bandera (à Rosario).

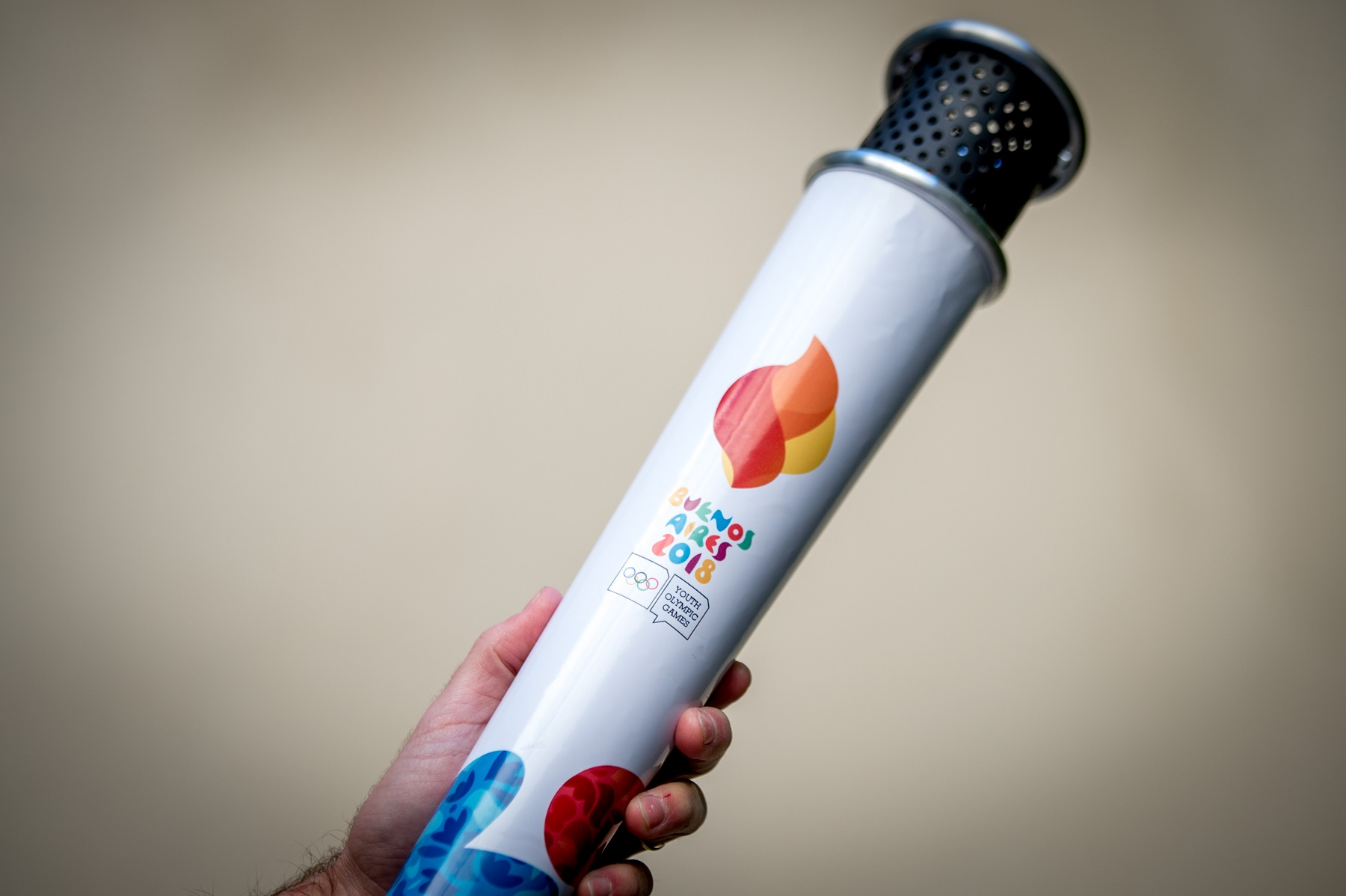
La Torche olympique
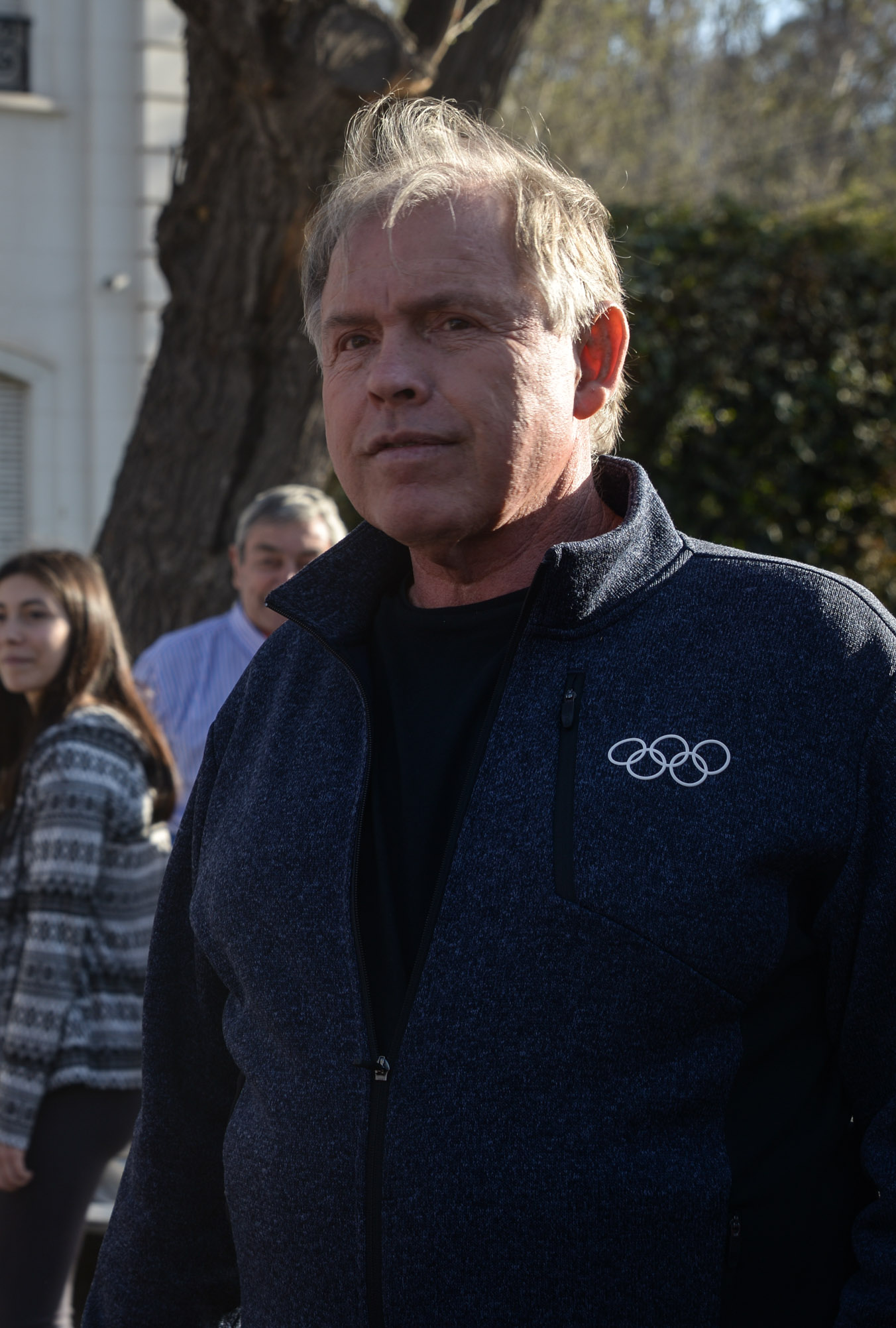
Le président du comité organisateur, Gerardo Werthein, lors du relais de la flamme à Mendoza.

### Sports au programme
32 sports sont programmés lors de l'évènement qui sont proposés aux JOJ, ainsi que des sites où ils se déroulent. Sont au programme pour la première fois, le BMX freestyle, le kitesurf sous la forme d'une Twin Tip Race, une course de cross-country en athlétisme, le beach handball, l'escalade sportive, le karaté et la danse sportive (breakdance) ainsi que le roller ; tandis qu'il y a davantage encore d'égalité de genre entre disciplines et épreuves : pour la première fois, dans une compétition olympique, il y a autant de femmes que d'hommes. La FIFA a décidé de remplacer le football par le futsal, tandis que d'autres sports comme le skateboard sont un moment envisagés. Le 17 mars 2017, le roller de vitesse est ajouté au programme des Jeux. Certains sports modifient leur format ou leurs épreuves, comme l'inauguration d'une épreuve de cross en athlétisme. De nouveaux événements sont également introduits pour certains sports.
| Sports/disciplines                                                                           | Garçons | Filles  | Mixtes | Total       |
| -------------------------------------------------------------------------------------------- | ------- | ------- | ------ | ----------- |
| Athlétisme                                                                                   | 18      | 18      |        | 36          |
| Aviron                                                                                       | 2       | 2       |        | 4           |
| Badminton                                                                                    | 1       | 1       | 1      | 3           |
| Basket-ball                                                                                  | 2       | 2       |        | 4           |
| Beach handball                                                                               | 1       | 1       |        | 2           |
| Beach-volley                                                                                 | 1       | 1       |        | 2           |
| Boxe                                                                                         | 9       | 4       |        | 13          |
| Canoë-kayak                                                                                  | 4       | 4       |        | 8           |
| Cyclisme                                                                                     | 1       | 1       | 2      | 4           |
| Danse sportive                                                                               | 1       | 1       | 1      | 3           |
| Équitation                                                                                   | 1       | 1       |        | 2           |
| Escalade                                                                                     | 1       | 1       |        | 2           |
| Escrime                                                                                      | 3       | 3       | 1      | 7           |
| Futsal                                                                                       | 1       | 1       |        | 2           |
| Golf                                                                                         | 1       | 1       | 1      | 3           |
| Gymnastique • Artistique • Acrobatique • Rythmique • Trampoline • Épreuve pluridisciplinaire | 8 7 1   | 7 5 1   | 2 1    | 17 12 1 2 1 |
| Haltérophilie                                                                                | 6       | 6       |        | 12          |
| Hockey sur gazon                                                                             | 1       | 1       |        | 2           |
| Judo                                                                                         | 4       | 4       | 1      | 9           |
| Karaté                                                                                       | 3       | 3       |        | 6           |
| Lutte                                                                                        | 8       | 7       |        | 15          |
| Pentathlon moderne                                                                           | 1       | 1       | 1      | 3           |
| Rugby à sept                                                                                 | 1       | 1       |        | 2           |
| Roller de vitesse                                                                            | 1       | 1       |        | 2           |
| Sports aquatiques • Natation • Plongeon                                                      | 19 17 2 | 19 17 2 | 3 2 1  | 41 36 5     |
| Taekwondo                                                                                    | 5       | 5       |        | 10          |
| Tennis                                                                                       | 2       | 2       | 1      | 5           |
| Tennis de table                                                                              | 1       | 1       | 1      | 3           |
| Tir                                                                                          | 2       | 2       | 2      | 6           |
| Tir à l’arc                                                                                  | 1       | 1       | 1      | 3           |
| Triathlon                                                                                    | 1       | 1       | 1      | 3           |
| Voile                                                                                        | 2       | 2       | 1      | 5           |

### Calendrier
| ● | Cérémonie d'ouverture | ● | Compétitions | ● | Finales | ● | Cérémonie de clôture |

| Octobre                        | Octobre            | 6 Sa. | 7 Di. | 8 Lu. | 9 Ma. | 10 Me. | 11 Je. | 12 Ve. | 13 Sa. | 14 Di. | 15 Lu. | 16 Ma. | 17 Me. | 18 Je. | Épreuves |
| ------------------------------ | ------------------ | ----- | ----- | ----- | ----- | ------ | ------ | ------ | ------ | ------ | ------ | ------ | ------ | ------ | -------- |
| Cérémonies                     | Cérémonies         | ●     |       |       |       |        |        |        |        |        |        |        |        | ●      | -        |
| Athlétisme                     | Athlétisme         |       |       |       |       |        | ●      | ●      | ●      | 9      | 16     | 11     |        |        | 36       |
| Aviron                         | Aviron             |       | ●     | ●     | 2     | 2      |        |        |        |        |        |        |        |        | 4        |
| Badminton                      | Badminton          |       | ●     | ●     | ●     | ●      | ●      | 3      |        |        |        |        |        |        | 3        |
| Basket-ball                    | Basket-ball        |       | ●     | ●     | ●     | ●      | ●      | ●      | ●      | ●      | 2      | ●      | 2      |        | 4        |
| Beach handball                 | Beach handball     |       |       | ●     | ●     | ●      | ●      | ●      | 2      |        |        |        |        |        | 2        |
| Beach-volley                   | Beach-volley       |       | ●     | ●     | ●     | ●      | ●      | ●      | ●      | ●      | ●      | ●      | 2      |        | 2        |
| Boxe                           | Boxe               |       |       |       |       |        |        |        |        | ●      | ●      | ●      | 8      | 5      | 13       |
| Canoë-kayak                    | Canoë-kayak        |       |       |       |       |        |        | 2      | 2      |        | 2      | 2      |        |        | 8        |
| Cyclisme                       | Cyclisme           |       | 1     |       |       | ●      | 1      |        | ●      | ●      | ●      | ●      | 2      |        | 4        |
| Danse sportive                 | Danse sportive     |       | ●     | 2     |       | ●      | 1      |        |        |        |        |        |        |        | 3        |
| Équitation                     | Équitation         |       |       | ●     | 1     |        |        | ●      | 1      |        |        |        |        |        | 2        |
| Escalade                       | Escalade           |       | ●     | ●     | 1     | 1      |        |        |        |        |        |        |        |        | 2        |
| Escrime                        | Escrime            |       | 2     | 2     | 2     | 1      |        |        |        |        |        |        |        |        | 7        |
| Futsal                         | Futsal             |       | ●     | ●     | ●     | ●      | ●      | ●      | ●      |        | ●      |        | 1      | 1      | 2        |
| Golf                           | Golf               |       |       |       | ●     | ●      | 2      |        | ●      | ●      | 1      |        |        |        | 3        |
| Gymnastique                    | Gymnastique        |       | ●     | ●     | ●     | 1      | 1      | 1      | 4      | 4      | 5      | 1      |        |        | 17       |
| Haltérophilie                  | Haltérophilie      |       | 2     | 2     | 2     |        | 2      | 2      | 2      |        |        |        |        |        | 12       |
| Hockey sur gazon               | Hockey sur gazon   |       | ●     | ●     | ●     | ●      | ●      | ●      | ●      | 2      |        |        |        |        | 2        |
| Judo                           | Judo               |       | 3     | 3     | 2     | 1      |        |        |        |        |        |        |        |        | 9        |
| Karaté                         | Karaté             |       |       |       |       |        |        |        |        |        |        |        | 3      | 3      | 6        |
| Lutte                          | Lutte              |       |       |       |       |        |        | 5      | 5      | 5      |        |        |        |        | 15       |
| Natation                       | Natation           |       | 3     | 8     | 5     | 7      | 4      | 9      |        |        |        |        |        |        | 36       |
| Pentathlon moderne             | Pentathlon moderne |       |       |       |       |        |        | ●      | 1      | 1      | ●      | 1      |        |        | 3        |
| Plongeon                       | Plongeon           |       |       |       |       |        |        |        | 1      | 1      | 1      | 1      | 1      |        | 5        |
| Roller de vitesse              | Roller de vitesse  |       | ●     | 2     |       |        |        |        |        |        |        |        |        |        | 2        |
| Rugby à sept                   | Rugby à sept       |       |       |       |       |        |        |        | ●      | ●      | 2      |        |        |        | 2        |
| Taekwondo                      | Taekwondo          |       | 2     | 2     | 2     | 2      | 2      |        |        |        |        |        |        |        | 10       |
| Tennis                         | Tennis             |       | ●     | ●     | ●     | ●      | ●      | ●      | 2      | 3      |        |        |        |        | 5        |
| Tennis de table                | Tennis de table    |       | ●     | ●     | ●     | 2      |        | ●      | ●      | ●      | 1      |        |        |        | 3        |
| Tir                            | Tir                |       | 1     | 1     | 1     | 1      | 1      | 1      |        |        |        |        |        |        | 6        |
| Tir à l’arc                    | Tir à l’arc        |       |       |       |       |        |        | ●      | ●      | 1      | ●      | 1      | 1      |        | 3        |
| Triathlon                      | Triathlon          |       | 1     | 1     |       |        | 1      |        |        |        |        |        |        |        | 3        |
| Voile                          | Voile              |       | ●     | ●     | ●     | ●      | ●      | 2      | 3      |        |        |        |        |        | 5        |
| Médaille d'or, Jeux olympiques | Total par jour     |       | 15    | 23    | 18    | 18     | 15     | 25     | 23     | 26     | 30     | 17     | 20     | 9      |          |
| Médaille d'or, Jeux olympiques | Total cumulé       |       | 15    | 38    | 56    | 74     | 89     | 114    | 137    | 163    | 193    | 210    | 230    | 239    |          |
|                                |                    | 6 Sa. | 7 Di. | 8 Lu. | 9 Ma. | 10 Me. | 11 Je. | 12 Ve. | 13 Sa. | 14 Di. | 15 Lu. | 16 Ma. | 17 Me. | 18 Je. |          |

### Tableau des médailles
Les médailles sont dessinées par un jeune Indonésien de 18 ans qui remporte un concours organisé par le CIO. 1 250 médailles sont décernées,.
À côté des équipes mixtes CNO, les dix premières nations au classement des médailles sont énumérés ci-dessous.
93 nationalités ont au moins été présentes sur un podium. Les drapeaux de 12 pays ont été hissés pour une première fois : Afghanistan, Algérie, Kosovo, Luxembourg, Macédoine, Maurice, Niger, Philippines, Sri Lanka et Émirats arabes unis auxquels il faut ajouter le Honduras et Sainte-Lucie, deux nations qui n'avaient jamais eu aussi de médailles olympiques. 
A noter les premiers titres olympiques pour l'Islande, la Malaisie, Maurice, le Qatar et l'Arabie Saoudite.
- Pays organisateur (Argentine)

| Rang | Nation                              | Or | Argent | Bronze | Total |
| ---- | ----------------------------------- | -- | ------ | ------ | ----- |
| 1    | Russie                              | 29 | 18     | 12     | 59    |
| 2    | Chine                               | 18 | 9      | 9      | 36    |
| 3    | Japon                               | 15 | 12     | 12     | 39    |
| 4    | Divers comités nationaux olympiques | 13 | 13     | 13     | 39    |
| 5    | Hongrie                             | 12 | 7      | 5      | 24    |
| 6    | Italie                              | 11 | 10     | 13     | 34    |
| 7    | Argentine                           | 11 | 6      | 9      | 26    |
| 8    | Iran                                | 7  | 3      | 4      | 14    |
| 9    | États-Unis                          | 6  | 5      | 7      | 18    |
| 10   | France                              | 5  | 15     | 7      | 27    |
| 11   | Ukraine                             | 5  | 7      | 6      | 18    |

Deux médailles d'or ont été attribuées en BMX freestyle par équipes mixte pour résultat ex æquo, la médaille d'argent n'a pas été attribuée.
Deux médailles d'argent ont été attribuées en natation 50m papillon garçon pour résultat ex æquo, la médaille de bronze n'a pas été attribuée. Il n’y avait pas de médaille de bronze délivrée en voile IKA Twin Tip Racing mais deux deuxièmes places.
Deux médailles de bronze ont été attribuées en natation 50m papillon filles et 50m nage libre filles pour résultat ex æquo. Il est prévu d'attribuer deux médailles de bronze pour chaque épreuves de judo (9), karaté (6) et taekwondo (10).